# Materia Collective
Materia Collective é uma compositora, editora e publicadora de faixas sonoras de jogos digitais. Publicou trilhas de títulos aclamados, como as músicas correspondentes à Undertale, Stardew Valley e Timespinner. Disponibiliza as obras licenciadas em determinadas plataformas de streaming de música, como Spotify, iTunes e Google Play Music. A companhia foi fundada por Sebastian Wolff, responsável, também, pela co-fundação da rádio digital Loudr.fm.